# Harvey (Luisiana)
Harvey es un lugar designado por el censo ubicado en la parroquia de Jefferson en el estado estadounidense de Luisiana. En el Censo de 2010 tenía una población de 20348 habitantes y una densidad poblacional de 1.110,45 personas por km².

## Geografía
Harvey se encuentra ubicado en las coordenadas 29°53′9″N 90°3′58″O / 29.88583, -90.06611. Según la Oficina del Censo de los Estados Unidos, Harvey tiene una superficie total de 18.32 km², de la cual 17.01 km² corresponden a tierra firme y (7.17%) 1.31 km² es agua.

## Demografía
Según el censo de 2010, había 20348 personas residiendo en Harvey. La densidad de población era de 1.110,45 hab./km². De los 20348 habitantes, Harvey estaba compuesto por el 43.54% blancos, el 41.09% eran afroamericanos, el 0.4% eran amerindios, el 6.77% eran asiáticos, el 0.08% eran isleños del Pacífico, el 5.61% eran de otras razas y el 2.51% pertenecían a dos o más razas. Del total de la población el 13.43% eran hispanos o latinos de cualquier raza.

## Educación
Las Escuelas Públicas de la Parroquia de Jefferson gestiona escuelas públicas.